# Vidhu Vinod Chopra
Vidhu Vinod Chopra, né en 1952 à Srinagar en Inde, est un réalisateur, producteur, scénariste et acteur indien de Bollywood.

## Biographie

### Réalisateur
En 2007, son film Eklavya tourné en hindi est proposé par l'Inde pour concourir à l'Oscar du meilleur film en langue étrangère. En 2013 Chopra réalise Broken Horses, un thriller dont l'action se déroule à la frontière entre les États-Unis et le Mexique. Il s'agit de son premier film tourné en anglais.

### Producteur
Au cours des années 2000, Chopra produit notamment Munna Bhai M.B.B.S. et Lage Raho Munna Bhai de Rajkumar Hirani.

## Filmographie

### Réalisateur, scénariste et producteur
- 1977 : Murder at Monkey Hill - réalisateur
- 1978 : An Encounteur with Faces – réalisateur
- 1981 : Sazaye Maut – réalisateur et scénariste
- 1985 : Khamosh – réalisateur, scénariste et producteur
- 1989 : Parinda avec Anupam Kher et Jackie Shroff – réalisateur, scénariste et producteur
- 1993 : 1942 : A Love Story avec Anil Kapoor, Manisha Koirala, Jackie Shroff et Anupam Kher – réalisateur, scénariste et producteur
- 1998 : Kareeb avec Bobby Deol et Neha – réalisateur, scénariste et producteur
- 2000 : Mission Kashmir avec Sanjay Dutt, Hrithik Roshan, Preity Zinta et Jackie Shroff – réalisateur, scénariste et producteur
- 2003 : Munna Bhai M.B.B.S. de Rajkumar Hirani avec Sanjay Dutt, Gracy Singh et Arshad Warsi – scénariste et producteur
- 2004 : Move 5 – réalisateur, scénariste et producteur
- 2004 : Shankar Dada MBBS de Jayant Paranji  avec Chiranjeevi et Sonali Bendre - scénariste
- 2005 : Parineeta de Pradeep Sarkar avec Saif Ali Khan, Sanjay Dutt et Vidya Balan – scénariste et producteur
- 2006 : Lage Raho Munna Bhai de Rajkumar Hirani avec Sanjay Dutt, Arshad Warsi et Vidya Balan – scénariste et producteur
- 2006 : Eklavya avec Amitabh Bachchan, Saif Ali Khan et Vidya Balan – réalisateur, scénariste et producteur
- 2009 : 3 Idiots, avec Aamir Khan - producteur
- 2014 : PK - scénariste
- 2015 : Brothers (Broken Horses)
- 2023 : 12th Fail

### Acteur
- 1983 : Jaane Bhi Do Yaaro de Kundan Shah : Dushasana
- 1989 : Parinda de Vidhu Vinod Chopra : Corpse

## Récompenses
- Oscars du cinéma
  - Oscars 1979 : nomination pour An Encouteur with Faces dans la catégorie meilleur court-métrage documentaire.
- Filmfare Awards
  - Filmfare Awards 1990 : Meilleur réalisateur pour Parinda.
  - Filmfare Awards 2004 : Meilleur scénario pour Munna Bhai M.B.B.S..